# Associazione Calcio ChievoVerona 2017-2018
Questa voce raccoglie le informazioni riguardanti l'Associazione Calcio ChievoVerona nelle competizioni ufficiali della stagione 2017-2018.

## Stagione
Il campionato 2017-18 costituisce, per i veneti, la decima partecipazione consecutiva (nonché sedicesima in totale) al massimo torneo. Dopo aver esordito con una vittoria a Udine, gli scaligeri vengono battuti da Lazio e Juventus. Il successivo filotto di 6 risultati utili consecutivi proietta addirittura la formazione al settimo posto, raggiunto dopo aver vinto per 3-2 il derby d'andata. Ad interrompere la striscia positiva è un doppio k.o. con Milan e Sampdoria, sempre per 4-1. La compagine veneta conclude poi la prima parte del campionato con 21 punti, 6 in più delle terzultime Crotone e S.P.A.L.
Malgrado una posizione di classifica tranquilla, i veronesi mancano la vittoria per 10 giornate tornando ad imporsi solamente contro il Cagliari a metà febbraio. La successiva crisi di risultati non pone a rischio i veneti, causa una situazione in coda già delineata. La salvezza viene blindata nelle ultime giornate, conquistando tre vittorie consecutive.

## Divise e Sponsor
Vengono confermati sponsor tecnico (Givova) e commerciale (Paluani).
| Casa | Trasferta | Terza divisa |

## Rosa
| N. |                      | Ruolo | Calciatore           |
| -- | -------------------- | ----- | -------------------- |
| 1  | Italia (bandiera)    | P     | Filippo Pavoni       |
| 2  | Polonia (bandiera)   | D     | Paweł Jaroszyński    |
| 3  | Italia (bandiera)    | D     | Dario Dainelli       |
| 4  | Italia (bandiera)    | C     | Nicola Rigoni        |
| 5  | Italia (bandiera)    | D     | Alessandro Gamberini |
| 7  | Italia (bandiera)    | A     | Luca Garritano       |
| 8  | Serbia (bandiera)    | C     | Ivan Radovanović     |
| 9  | Polonia (bandiera)   | A     | Mariusz Stępiński    |
| 10 | Germania (bandiera)  | C     | Gianluca Gaudino     |
| 11 | Francia (bandiera)   | A     | Mehdi Léris          |
| 12 | Slovenia (bandiera)  | D     | Boštjan Cesar        |
| 14 | Italia (bandiera)    | D     | Mattia Bani          |
| 17 | Francia (bandiera)   | A     | Arthur Yamga         |
| 17 | Italia (bandiera)    | A     | Emanuele Giaccherini |
| 18 | Italia (bandiera)    | D     | Massimo Gobbi        |
| 19 | Argentina (bandiera) | C     | Lucas Castro         |
| 20 | Italia (bandiera)    | A     | Manuel Pucciarelli   |

| N. |                      | Ruolo | Calciatore                   |
| -- | -------------------- | ----- | ---------------------------- |
| 21 | Francia (bandiera)   | D     | Nicolas Frey (vice capitano) |
| 22 | Spagna (bandiera)    | A     | Alejandro Rodríguez          |
| 23 | Slovenia (bandiera)  | C     | Valter Birsa                 |
| 27 | Italia (bandiera)    | C     | Fabio Depaoli                |
| 29 | Italia (bandiera)    | D     | Fabrizio Cacciatore          |
| 31 | Italia (bandiera)    | A     | Sergio Pellissier (capitano) |
| 40 | Serbia (bandiera)    | D     | Nenad Tomović                |
| 45 | Italia (bandiera)    | A     | Roberto Inglese              |
| 55 | Italia (bandiera)    | C     | Emanuel Vignato              |
| 56 | Finlandia (bandiera) | C     | Përparim Hetemaj             |
| 69 | Italia (bandiera)    | A     | Riccardo Meggiorini          |
| 70 | Italia (bandiera)    | P     | Stefano Sorrentino           |
| 77 | Belgio (bandiera)    | C     | Samuel Bastien               |
| 90 | Italia (bandiera)    | P     | Andrea Seculin               |
| 97 | Serbia (bandiera)    | D     | Strahinja Tanasijević        |
| 98 | Italia (bandiera)    | P     | Alessandro Confente          |

## Calciomercato
La sessione di calciomercato estiva si apre con i trasferimenti di Nicolás Spolli al Genoa e di Mariano Izco al Crotone entrambi svincolati dopo la scadenza del loro contratti. Dal Cesena vengono acquistati Michele Rigione, rimasto in prestito ai romagnoli, Alejandro Rodríguez, girato in prestito secco alla Salernitana, e Luca Garritano, che viene invece confermato nella rosa finale.. Ulteriori rinforzi offensivi sono Manuel Pucciarelli, in prestito biennale con obbligo di riscatto fissato a 4 milioni di euro dall'Empoli, e Mariusz Stępiński in prestito con diritto di riscatto dal Nantes.
In difesa arrivano Paweł Jaroszyński dal KS Cracovia a titolo definitivo e Nenad Tomović dalla Fiorentina in prestito secco per 300.000 euro. Dal Bayern Monaco viene acquistato il giovane Gianluca Gaudino a titolo definitivo, mentre l'ultimo giorno di mercato Roberto Inglese viene ceduto al Napoli per 12 milioni di euro, ma rimane in prestito al Chievo per il resto dell'annata.

### Sessione estiva(dal 1/7 al 31/8)
| Acquisti         | Acquisti             | Acquisti         | Acquisti                                  |
| R.               | Nome                 | da               | Modalità                                  |
| ---------------- | -------------------- | ---------------- | ----------------------------------------- |
| D                | Mattia Bani          | Pro Vercelli     | fine prestito                             |
| D                | Paweł Jaroszyński    | KS Cracovia      | definitivo                                |
| D                | Nenad Tomović        | Fiorentina       | prestito con diritto di riscatto          |
| C                | Gianluca Gaudino     | Bayern Monaco    | definitivo                                |
| A                | Luca Garritano       | Cesena           | definitivo                                |
| A                | Mehdi Léris          | Juventus         | fine prestito                             |
| A                | Manuel Pucciarelli   | Empoli           | prestito biennale con obbligo di riscatto |
| A                | Alejandro Rodríguez  | Cesena           | definitivo                                |
| A                | Mariusz Stępiński    | Nantes           | prestito con diritto di riscatto          |
| Altre operazioni |                      |                  |                                           |
| R.               | Nome                 | a                | Modalità                                  |
| P                | Matteo Brunelli      | Messina          | fine prestito                             |
| P                | Ivan Provedel        | Pro Vercelli     | fine prestito                             |
| D                | Yusupha Bobb         | Padova           | fine prestito                             |
| D                | Marco Calderoni      | Novara           | fine prestito                             |
| D                | Fabio Daprelà        | Bari             | fine prestito                             |
| D                | Raffaele Pucino      | Vicenza          | fine prestito                             |
| D                | Michele Rigione      | Cesena           | definitivo                                |
| D                | Matteo Solini        | Arezzo           | fine prestito                             |
| D                | Martin Valjent       | Ternana          | definitivo                                |
| C                | Antonio Cinelli      | Novara           | fine prestito                             |
| C                | Tomasz Kupisz        | Novara           | fine prestito                             |
| C                | Dejan Lazarević      | Karabükspor      | fine prestito                             |
| C                | Malick Mbaye         | Carpi            | fine prestito                             |
| A                | Damir Bartulovic     | Como             | fine prestito                             |
| A                | Victor Da Silva      | Lupa Roma        | fine prestito                             |
| A                | Caleb Ekuban         | Partizani Tirana | fine prestito                             |
| A                | Antonio Floro Flores | Bari             | fine prestito                             |
| A                | Roberto Inglese      | Napoli           | prestito                                  |
| A                | Andrea Isufaj        | Arezzo           | riscatto prestito                         |
| A                | Lamin Jallow         | Trapani          | fine prestito                             |
| A                | Radoslav Kirilov     | Beroe            | fine prestito                             |
| A                | Paul-José M'Poku     | Panathīnaïkos    | fine prestito                             |
| A                | Ali Sowe             | Vibonese         | fine prestito                             |
| A                | Arthur Yamga         | Arezzo           | fine prestito                             |

| Cessioni         | Cessioni             | Cessioni            | Cessioni                                          |
| R.               | Nome                 | a                   | Modalità                                          |
| ---------------- | -------------------- | ------------------- | ------------------------------------------------- |
| P                | Walter Bressan       | -                   | fine carriera                                     |
| D                | Gennaro Sardo        | -                   | fine carriera                                     |
| D                | Nicolás Spolli       | Genoa               | svincolato                                        |
| C                | Jonathan de Guzmán   | Napoli              | fine prestito                                     |
| C                | Mariano Izco         | Crotone             | svincolato                                        |
| A                | Serge Gakpé          | Genoa               | fine prestito                                     |
| A                | Sofian Kiyine        | Salernitana         | prestito con diritto di riscatto e controriscatto |
| A                | Bismark Ngissah      | Viterbese Castrense | prestito                                          |
| A                | Alejandro Rodríguez  | Salernitana         | prestito con diritto di riscatto e controriscatto |
| Altre operazioni |                      |                     |                                                   |
| R.               | Nome                 | a                   | Modalità                                          |
| P                | Matteo Brunelli      | Carpi               | prestito                                          |
| P                | Ivan Provedel        | Empoli              | definitivo                                        |
| D                | Yusupha Bobb         | Reggiana            | prestito                                          |
| D                | Marco Calderoni      | Novara              | definitivo                                        |
| D                | Fabio Daprelà        | Lugano              | svincolato                                        |
| D                | Raffaele Pucino      | Salernitana         | definitivo                                        |
| D                | Michele Rigione      | Cesena              | prestito                                          |
| D                | Alessandro Roma      | Fermana             | prestito                                          |
| D                | Matteo Solini        | Carpi               | prestito                                          |
| D                | Martin Valjent       | Ternana             | prestito                                          |
| C                | Antonio Cinelli      | Cremonese           | prestito                                          |
| C                | Tomasz Kupisz        | Cesena              | definitivo                                        |
| C                | Michele Troiani      | Triestina           | prestito                                          |
| C                | Dejan Lazarević      | -                   | svincolato                                        |
| C                | Malick Mbaye         | Carpi               | prestito con opzione                              |
| A                | Damir Bartulovic     | Aluminij            | prestito                                          |
| A                | Victor Da Silva      | Fermana             | prestito                                          |
| A                | Caleb Ekuban         | Leeds Utd           | definitivo                                        |
| A                | Antonio Floro Flores | Bari                | prestito                                          |
| A                | Roberto Inglese      | Napoli              | definitivo                                        |
| A                | Lamin Jallow         | Cesena              | prestito con diritto di riscatto e controriscatto |
| A                | Radoslav Kirilov     | Pirin Blagoevgrad   | prestito                                          |
| A                | Paul-José M'Poku     | Standard Liegi      | definitivo                                        |
| A                | Ali Sowe             | Skënderbeu          | prestito                                          |
| A                | Arthur Yamga         | Carpi               | prestito con diritto di riscatto e controriscatto |

### Sessione invernale(dal 3/1 al 31/1)
| Acquisti | Acquisti              | Acquisti     | Acquisti                         |
| R.       | Nome                  | da           | Modalità                         |
| -------- | --------------------- | ------------ | -------------------------------- |
| D        | Michele Rigione       | Cesena       | fine prestito                    |
| D        | Alejandro Rodríguez   | Salernitana  | fine prestito                    |
| D        | Matteo Solini         | Carpi        | fine prestito                    |
| D        | Strahinja Tanasijević | Rad Belgrado | prestito con diritto di riscatto |
| C        | Petar Mićin           | Čukarički    | prestito                         |
| A        | Emanuele Giaccherini  | Napoli       | prestito                         |
| A        | Arthur Yamga          | Carpi        | fine prestito                    |

| Cessioni | Cessioni            | Cessioni           | Cessioni                                  |
| R.       | Nome                | a                  | Modalità                                  |
| -------- | ------------------- | ------------------ | ----------------------------------------- |
| D        | Nicolas Frey        | Venezia            | prestito                                  |
| D        | Michele Rigione     | Ternana            | prestito                                  |
| D        | Alejandro Rodríguez | Empoli             | prestito biennale                         |
| D        | Edoardo Sbampato    | Virtus Francavilla | prestito                                  |
| D        | Matteo Solini       | Siena              | prestito biennale                         |
| C        | Emanuele Gatto      | Alessandria        | definitivo                                |
| C        | Massimiliano Gatto  | Pro Vercelli       | definitivo                                |
| A        | Luca Garritano      | Carpi              | prestito                                  |
| A        | Arthur Yamga        | Pescara            | prestito biennale con diritto di riscatto |

## Risultati

### Serie A

#### Girone di andata
| Arbitro: | Gavillucci (Latina) |

|             |           |                       |
| Théréau 37’ | Marcatori | 15’ Inglese 54’ Birsa |

| Arbitro: | Manganiello (Pinerolo) |

|                 |           |                                   |
| Pucciarelli 34’ | Marcatori | 11’ Immobile 89’ Milinković-Savić |

| Arbitro: | Fabbri (Ravenna) |

|                                           |           |  |
| Hetemaj 17’ (aut.) Higuaín 58’ Dybala 83’ | Marcatori |  |

| Arbitro: | Mariani (Aprilia) |

|             |           |                  |
| Bastien 52’ | Marcatori | 85’ (rig.) Gómez |

| Arbitro: | Mazzoleni (Bergamo) |

|            |           |             |
| Laxalt 62’ | Marcatori | 73’ Hetemaj |

| Arbitro: | Aureliano (Bologna) |

|  |           |                             |
|  | Marcatori | 53’ Inglese 90+3’ Stępiński |

| Arbitro: | Giacomelli (Trieste) |

|                 |           |            |
| Castro 25’, 46’ | Marcatori | 6’ Simeone |

| Reggio nell'Emilia 15 ottobre 2017, ore 15:00 CEST 8ª giornata | Sassuolo               | 0 – 0 referto | Chievo | Mapei Stadium - Città del Tricolore (8 712 spett.)\| Arbitro: \| Manganiello (Pinerolo) \| |
| Arbitro:                                                       | Manganiello (Pinerolo) |               |        |                                                                                            |

| Arbitro: | Abisso (Palermo) |

|                                        |           |                             |
| Inglese 23’, 30’ (rig.) Pellissier 73’ | Marcatori | 6’ Verde 55’ (rig.) Pazzini |

| Arbitro: | Di Bello (Brindisi) |

|           |           |                                                      |
| Birsa 61’ | Marcatori | 36’ Suso 42’ (aut.) Cesar 55’ Çalhanoğlu 64’ Kalinić |

| Arbitro: | Doveri (Roma) |

|                                          |           |                |
| Linetty 20’ Torreira 26’, 85’ Zapata 44’ | Marcatori | 24’ Cacciatore |

| Verona 5 novembre 2017, ore 15:00 CET 12ª giornata | Chievo           | 0 – 0 referto | Napoli | Stadio Marcantonio Bentegodi (12 000 spett.)\| Arbitro: \| Irrati (Pistoia) \| |
| Arbitro:                                           | Irrati (Pistoia) |               |        |                                                                                |

| Arbitro: | Banti (Livorno) |

|             |           |             |
| Baselli 34’ | Marcatori | 14’ Hetemaj |

| Arbitro: | Pezzuto (Lecce) |

|                  |           |                  |
| Inglese 66’, 81’ | Marcatori | 17’ (aut.) Cesar |

| Arbitro: | Calvarese (Teramo) |

|                                                 |           |  |
| Perišić 23’, 57’, 90+2’ Icardi 38’ Škriniar 60’ | Marcatori |  |

| Verona 10 dicembre 2017, ore 12:30 CET 16ª giornata | Chievo           | 0 – 0 referto | Roma | Stadio Marcantonio Bentegodi (15 000 spett.)\| Arbitro: \| Maresca (Napoli) \| |
| Arbitro:                                            | Maresca (Napoli) |               |      |                                                                                |

| Arbitro: | Pairetto (Nichelino) |

|             |           |  |
| Budimir 33’ | Marcatori |  |

| Arbitro: | Manganiello (Pinerolo) |

|                            |           |                          |
| Inglese 32’ Cacciatore 85’ | Marcatori | 4’, 90’ Destro 50’ Verdi |

| Arbitro: | Fourneau (Roma) |

|          |           |  |
| Coda 64’ | Marcatori |  |

#### Girone di ritorno
| Arbitro: | Chiffi (Padova) |

|                |           |                    |
| Radovanović 9’ | Marcatori | 41’ (aut.) Tomović |

| Arbitro: | Abisso (Palermo) |

|                                                                |           |                 |
| Luis Alberto 23’ Milinković-Savić 32’, 68’ Bastos 83’ Nani 86’ | Marcatori | 25’ Pucciarelli |

| Arbitro: | Maresca (Napoli) |

|  |           |                         |
|  | Marcatori | 67’ Khedira 88’ Higuaín |

| Arbitro: | Calvarese (Teramo) |

|             |           |  |
| Mancini 72’ | Marcatori |  |

| Arbitro: | Gavillucci (Latina) |

|  |           |              |
|  | Marcatori | 90+1’ Laxalt |

| Arbitro: | Nasca (Bari) |

|                             |           |               |
| Giaccherini 74’ Inglese 76’ | Marcatori | 82’ Pavoletti |

| Arbitro: | Abisso (Palermo) |

|            |           |  |
| Biraghi 6’ | Marcatori |  |

| Arbitro: | Tagliavento (Terni) |

|                 |           |               |
| Giaccherini 72’ | Marcatori | 90+5’ Cassata |

| Arbitro: | Damato (Barletta) |

|                     |           |  |
| Ant. Caracciolo 52’ | Marcatori |  |

| Arbitro: | Mariani (Aprilia) |

|                                            |           |                           |
| Çalhanoğlu 10’ Cutrone 54’ André Silva 82’ | Marcatori | 33’ Stępiński 34’ Inglese |

| Arbitro: | Orsato (Schio) |

|                        |           |                         |
| Castro 62’ Hetemaj 79’ | Marcatori | 26’ (rig.) Quagliarella |

| Arbitro: | Manganiello (Pinerolo) |

|                         |           |               |
| Milik 89’ Diawara 90+3’ | Marcatori | 73’ Stępiński |

| Verona 14 aprile 2018, ore 18:00 CEST 32ª giornata | Chievo              | 0 – 0 referto | Torino | Stadio Marcantonio Bentegodi (9 000 spett.)\| Arbitro: \| Di Bello (Brindisi) \| |
| Arbitro:                                           | Di Bello (Brindisi) |               |        |                                                                                  |

| Ferrara 18 aprile 2018, ore 20:45 CEST 33ª giornata | SPAL            | 0 – 0 referto | Chievo | Stadio Paolo Mazza (12 436 spett.)\| Arbitro: \| Massa (Imperia) \| |
| Arbitro:                                            | Massa (Imperia) |               |        |                                                                     |

| Arbitro: | Valeri (Roma) |

|               |           |                        |
| Stępiński 90’ | Marcatori | 52’ Icardi 61’ Perišić |

| Arbitro: | Calvarese (Teramo) |

|                                          |           |             |
| Schick 9’ Džeko 40’, 67’ El Shaarawy 65’ | Marcatori | 88’ Inglese |

| Arbitro: | Massa (Imperia) |

|                         |           |                  |
| Birsa 12’ Stępiński 82’ | Marcatori | 90+4’ Tumminello |

| Arbitro: | Pairetto (Nichelino) |

|                  |           |                             |
| Verdi 12’ (rig.) | Marcatori | 48’ Giaccherini 60’ Inglese |

| Arbitro: | Pasqua (Tivoli) |

|             |           |  |
| Inglese 49’ | Marcatori |  |

### Coppa Italia

#### Turni preliminari
| Arbitro: | Mariani (Aprilia) |

|                            |           |             |
| Inglese 25’ Cacciatore 90’ | Marcatori | 67’ Favilli |

| Arbitro: | Mariani (Aprilia) |

|                                                    |                      |                                        |
| Pellissier 8’                                      | Marcatori            | 34’ Fares                              |
| Pellissier Cacciatore Dainelli Radovanović Inglese | Tiri di rigore 4 – 5 | Rômulo Fossati Verde Tupta B. Zuculini |

## Statistiche

### Statistiche di squadra
| Competizione | Punti | In casa | In casa | In casa | In casa | In casa | In casa | In trasferta | In trasferta | In trasferta | In trasferta | In trasferta | In trasferta | Totale | Totale | Totale | Totale | Totale | Totale | D.R. |
| Competizione | Punti | G       | V       | N       | P       | Gf      | Gs      | G            | V            | N            | P            | Gf           | Gs           | G      | V      | N      | P      | Gf     | Gs     | D.R. |
| ------------ | ----- | ------- | ------- | ------- | ------- | ------- | ------- | ------------ | ------------ | ------------ | ------------ | ------------ | ------------ | ------ | ------ | ------ | ------ | ------ | ------ | ---- |
| Serie A      | 40    | 19      | 7       | 6       | 6       | 22      | 24      | 19           | 3            | 4            | 12           | 14           | 35           | 38     | 10     | 10     | 18     | 36     | 59     | −23  |
| Coppa Italia | -     | 2       | 1       | 1       | 0       | 3       | 2       | 0            | 0            | 0            | 0            | 0            | 0            | 2      | 1      | 1      | 0      | 3      | 2      | 1    |
| Totale       | 40    | 21      | 8       | 7       | 6       | 25      | 26      | 19           | 3            | 4            | 12           | 14           | 35           | 40     | 11     | 11     | 18     | 39     | 61     | −22  |

### Andamento in campionato
| Giornata  | 1 | 2  | 3  | 4  | 5  | 6 | 7 | 8 | 9 | 10 | 11 | 12 | 13 | 14 | 15 | 16 | 17 | 18 | 19 | 20 | 21 | 22 | 23 | 24 | 25 | 26 | 27 | 28 | 29 | 30 | 31 | 32 | 33 | 34 | 35 | 36 | 37 | 38 |
| --------- | - | -- | -- | -- | -- | - | - | - | - | -- | -- | -- | -- | -- | -- | -- | -- | -- | -- | -- | -- | -- | -- | -- | -- | -- | -- | -- | -- | -- | -- | -- | -- | -- | -- | -- | -- | -- |
| Luogo     | T | C  | T  | C  | T  | T | C | T | C | C  | T  | C  | T  | C  | T  | C  | T  | C  | T  | C  | T  | C  | T  | C  | C  | T  | C  | T  | T  | C  | T  | C  | T  | C  | T  | C  | T  | C  |
| Risultato | V | P  | P  | N  | N  | V | V | N | V | P  | P  | N  | N  | V  | P  | N  | P  | P  | P  | N  | P  | P  | P  | P  | V  | P  | N  | P  | P  | V  | P  | N  | N  | P  | P  | V  | V  | V  |
| Posizione | 5 | 10 | 14 | 12 | 12 | 9 | 8 | 9 | 7 | 10 | 10 | 10 | 10 | 9  | 12 | 12 | 13 | 13 | 13 | 13 | 13 | 13 | 14 | 16 | 15 | 15 | 14 | 16 | 16 | 15 | 16 | 15 | 16 | 16 | 18 | 15 | 14 | 13 |

Legenda:

Luogo: C = Casa; T = Trasferta. Risultato: V = Vittoria; N = Pareggio; P = Sconfitta.

### Statistiche dei giocatori
Sono in corsivo i calciatori che hanno lasciato la società a stagione in corso.
| Giocatore      | Serie A  | Serie A | Serie A     | Serie A    | Coppa Italia | Coppa Italia | Coppa Italia | Coppa Italia | Totale   | Totale | Totale      | Totale     |
| Giocatore      | Presenze | Reti    | Ammonizioni | Espulsioni | Presenze     | Reti         | Ammonizioni  | Espulsioni   | Presenze | Reti   | Ammonizioni | Espulsioni |
| -------------- | -------- | ------- | ----------- | ---------- | ------------ | ------------ | ------------ | ------------ | -------- | ------ | ----------- | ---------- |
| M. Bani        | 16       | 0       | 5           | 1          | 2            | 0            | 0            | 0            | 18       | 0      | 5           | 1          |
| S. Bastien     | 21       | 1       | 3           | 1          | 1            | 0            | 0            | 0            | 22       | 1      | 3           | 1          |
| V. Birsa       | 35       | 3       | 3           | 0          | 1            | 0            | 0            | 0            | 36       | 3      | 3           | 0          |
| F. Cacciatore  | 33       | 2       | 5           | 1          | 2            | 1            | 0            | 0            | 35       | 3      | 5           | 1          |
| L. Castro      | 25       | 3       | 3           | 0          | -            | -            | -            | -            | 25       | 3      | 3           | 0          |
| B. Cesar       | 10       | 0       | 1           | 0          | 0            | 0            | 0            | 0            | 10       | 0      | 1           | 0          |
| A. Confente    | 0        | 0       | 0           | 0          | 0            | 0            | 0            | 0            | 0        | 0      | 0           | 0          |
| D. Dainelli    | 21       | 0       | 4           | 0          | 2            | 0            | 0            | 0            | 23       | 0      | 4           | 0          |
| F. Depaoli     | 19       | 0       | 4           | 0          | 1            | 0            | 0            | 0            | 20       | 0      | 4           | 0          |
| N. Frey        | -        | -       | -           | -          | -            | -            | -            | -            | -        | -      | -           | -          |
| A. Gamberini   | 23       | 0       | 2           | 0          | 1            | 0            | 0            | 0            | 24       | 0      | 2           | 0          |
| L. Garritano   | 11       | 0       | 0           | 0          | 2            | 0            | 0            | 0            | 13       | 0      | 0           | 0          |
| G. Gaudino     | 2        | 0       | 0           | 0          | 1            | 0            | 1            | 0            | 3        | 0      | 1           | 0          |
| E. Giaccherini | 13       | 3       | 3           | 0          | -            | -            | -            | -            | 13       | 3      | 3           | 0          |
| M. Gobbi       | 24       | 0       | 3           | 0          | 2            | 0            | 0            | 0            | 26       | 0      | 3           | 0          |
| P. Hetemaj     | 32       | 3       | 9           | 0          | 1            | 0            | 0            | 0            | 33       | 3      | 9           | 0          |
| R. Inglese     | 34       | 12      | 3           | 0          | 2            | 1            | 0            | 0            | 36       | 13     | 3           | 0          |
| P. Jaroszyński | 11       | 0       | 3           | 0          | 1            | 0            | 0            | 0            | 12       | 0      | 3           | 0          |
| M. Léris       | 4        | 0       | 0           | 0          | 0            | 0            | 0            | 0            | 4        | 0      | 0           | 0          |
| R. Meggiorini  | 15       | 0       | 2           | 0          | 0            | 0            | 0            | 0            | 15       | 0      | 2           | 0          |
| F. Pavoni      | 0        | 0       | 0           | 0          | 0            | 0            | 0            | 0            | 0        | 0      | 0           | 0          |
| S. Pellissier  | 19       | 1       | 1           | 0          | 1            | 1            | 0            | 0            | 20       | 2      | 1           | 0          |
| M. Pucciarelli | 22       | 2       | 3           | 0          | 2            | 0            | 0            | 0            | 24       | 2      | 3           | 0          |
| I. Radovanović | 35       | 1       | 6           | 1          | 1            | 0            | 0            | 0            | 36       | 1      | 6           | 1          |
| N. Rigoni      | 15       | 0       | 3           | 0          | 1            | 0            | 1            | 0            | 16       | 0      | 4           | 0          |
| A. Rodríguez   | -        | -       | -           | -          | 0            | 0            | 0            | 0            | 0        | 0      | 0           | 0          |
| A. Seculin     | 0        | 0       | 0           | 0          | 1            | -1           | 0            | 0            | 1        | -1     | 0           | 0          |
| S. Sorrentino  | 38       | -59     | 2           | 0          | 1            | -1           | 0            | 0            | 39       | -60    | 2           | 0          |
| M. Stępiński   | 22       | 5       | 1           | 0          | 1            | 0            | 0            | 0            | 23       | 5      | 1           | 0          |
| S. Tanasijević | 0        | 0       | 0           | 0          | -            | -            | -            | -            | 0        | 0      | 0           | 0          |
| N. Tomović     | 27       | 0       | 4           | 0          | -            | -            | -            | -            | 27       | 0      | 4           | 0          |
| E. Vignato     | 0        | 0       | 0           | 0          | 0            | 0            | 0            | 0            | 0        | 0      | 0           | 0          |
| A. Yamga       | -        | -       | -           | -          | 0            | 0            | 0            | 0            | 0        | 0      | 0           | 0          |